# Pompoir
Pompoir (czyt. pompuar) – technika seksualna, polegająca na pobudzaniu przez kobietę penisa partnera wyłącznie skurczami mięśni pochwy (bez wykonywania ruchów frykcyjnych). Do potęgowania doznań przydatne jest wzmocnienie mięśni ćwiczeniami Kegla, co uczy stopniowania skurczów, przedłużania czasu ich trwania, a także rozróżniania pracy poszczególnych grup mięśni.
Technika ta wywodzi się z kultur Dalekiego Wschodu i jest także znana pod oryginalną nazwą kabazzah (dosł. wstrzymująca), którą określa się również kobiety, które osiągnęły mistrzostwo w tej technice.